# Monastero dei Cappuccini (Škofja Loka)
Il monastero dei Cappuccini di Skofja Loka è una struttura religiosa con sede a Škofja Loka.

## Storia e descrizione
Fondato nel 1707, dall'inizio i suoi frati si sono dedicati principalmente alla predicazione e la confessione. Nel 1721 don Romuald Marusic  la Passione di Škofja Loka, testo scritto per la processione del Venerdì Santo che è la più antica opera teatrale in lingua slovena.
L'originale è conservato, con numerosi libri antichi tra cui un certo numero di incunaboli, nella biblioteca dei Cappuccini, che è una dei più importanti monumenti culturali della città.